# Аса Акира
Аса Акира (енгл. Asa Akira, јап. アサ・アキラ), рођена као Аса Такигами (енгл. Asa Takigami), Њујорк, САД, 3. јануар 1986, америчка је порнографска глумица, јапанског порекла.

## Каријера
Аса Акира је након матуре почела да ради као стриптизета у клубу Хустлер у Њујорку. Потом је убрзо започела каријеру у порно индустрији и потписала уговор са порнографском глумицом Џином Лин како би наступала за њену продукцију „Џина Лин продакшонс“ (енгл. Gina Lynn Productions). Магазин Комплекс је уврстио на четврто место 100 најбољих порно звезда на њиховој листи. Такође се нашла на њиховој листи 50 порно звезда свих времена где је заузела шесто место. Нашла се и на листама CNBC као најпопуларнија порно звезда године 2012. и 2013.

## Награде
| Година | Награда          | Категорија                               | Филм                                              |
| ------ | ---------------- | ---------------------------------------- | ------------------------------------------------- |
| 2011   | AVN              | Best All-Girl Three-Way Sex Scene        | Buttwoman vs. Slutwoman                           |
| 2011   | AVN              | Best Anal Sex Scene                      | Asa Akira Is Insatiable                           |
| 2011   | AVN              | Best Double Penetration Sex Scene        | Asa Akira Is Insatiable                           |
| 2011   | AVN              | Best Three-Way Sex Scene (G/B/B)         | Asa Akira is Insatiable                           |
| 2011   | Urban X Award    | Best Couple Sex Scene                    | Vajazzled                                         |
| 2011   | Urban X Award    | Porn Star of the Year                    | /                                                 |
| 2012   | AEBN             | Performer of The Year                    | /                                                 |
| 2012   | AVN              | Best Anal Sex Scene                      | Asa Akira Is Insatiable 2                         |
| 2012   | AVN              | Best Double-Penetration Scene            | Asa Akira Is Insatiable 2                         |
| 2012   | AVN              | Best Group Sex Scene                     | Asa Akira Is Insatiable 2                         |
| 2012   | AVN              | Best Solo Sex Scene                      | Superstar Showdown 2: Asa Akira vs. Kristina Rose |
| 2012   | AVN              | Best Tease Performance                   | Asa Akira Is Insatiable 2                         |
| 2012   | AVN              | Best Three-Way Sex Scene, Boy/Boy/Girl   | Asa Akira Is Insatiable 2                         |
| 2012   | Galaxy           | Best Personal Website                    | AsaAkira.com                                      |
| 2012   | NightMoves       | Best Ass                                 | /                                                 |
| 2012   | XBIZ             | Female Performer of the Year             | /                                                 |
| 2012   | XRCO             | Female Performer of the Year             | /                                                 |
| 2012   | XRCO             | Superslut                                | /                                                 |
| 2013   | AVN              | Best Double-Penetration Sex Scene        | Asa Akira Is Insatiable 3                         |
| 2013   | AVN              | Best Group Sex Scene                     | Asa Akira Is Insatiable 3                         |
| 2013   | AVN              | Best POV Sex Scene                       | Asa Akira to the Limit                            |
| 2013   | AVN              | Best Three-Way Sex Scene (Girl/Girl/Boy) | Asa Akira Is Insatiable 3                         |
| 2013   | AVN              | AVN Female Performer of the Year         | /                                                 |
| 2013   | Galaxy Award     | Best Female Performer (America)          | /                                                 |
| 2013   | NightMoves Award | Best Ethnic Performer (Fan's Choice)     | /                                                 |
| 2013   | Sex Award        | Porn’s Perfect Girl/Girl Screen Couple   | /                                                 |
| 2013   | Sex Award        | Porn Star of the Year                    | /                                                 |
| 2013   | XRCO             | Female Performer of the Year             | /                                                 |
| 2014   | AVN Award        | Best Porn Star Website                   | /                                                 |

## Филмографија
- Drowning In Bitch Juice 1 (2006)
- Top Notch Bitches 5 (2006)
- Drowning In Bitch Juice 2 (2007)
- Fresh Breed 4 (2007)
- Bombshell Bottoms 4 (2008)
- Control Freaks (2008)
- Drowning In Bitch Juice 3 (2008)
- Fetish Fucks 3 (2008)
- Gabriella Fox: Nude (2008)
- Make Me Creamy 4 (2008)
- Poolside Pussy 1 (2008)
- Shot Glasses 1 (2008)
- Sticky Sweet (2008)
- Top Notch Bitches 7 (2008)
- All About Me 3 (2009)
- Asian Annihilation (2009)
- Asian Fever 37 (2009)
- Asian Fucking Nation 3 (2009)
- Asian Strap (2009)
- Ass Trap 2 (2009)
- Be My Bitch 6 (2009)
- Beyond The Call Of Booty 3 (2009)
- Big Tits in Sports 2 (2009)
- Bubble Butt Belles (2009)
- Cum Fiesta 10 (2009)
- Cum Fu 2 (2009)
- Cum Hunters 5 (2009)
- Do Me Wet (2009)
- Doctor Adventures.com 6 (2009)
- Every Last Drop 10 (2009)
- Facial Fest 4 (2009)
- Feed The Models 1 (2009)
- Flying Solo 2 (2009)
- FornicAsian (2009)
- Hand to Mouth 8 (2009)
- I Kissed a Girl and I Liked It (2009)
- I'm Dreaming Of Genie 1 (2009)
- Inside the Orient 1 (2009)
- Internet All Stars (2009)
- Intimate Touch 1 (2009)
- Lesbian Nation (2009)
- Meet The Fuckers 10 (2009)
- No Swallowing Allowed 16 (2009)
- Not Just Another Asian Movie (2009)
- Oil Spills 2 (2009)
- Once a Cheater Always a Cheater (2009)
- Oriental Babysitters (2009)
- Peep Show 3 (2009)
- Point Of View Times Two (2009)
- Poolside Pussy 2 (2009)
- Porn Stars at Home (2009)
- Pure (2009)
- Roommates (2009)
- Self Service 1 (2009)
- Sex and Submission 6685 (2009)
- Smokin' Hot Asians 1 (2009)
- Strap Attack 10 (2009)
- Suck It (ll) (2009)
- Suck It Dry 6 (2009)
- Sweet Cheeks 11 (2009)
- Tease Before The Please 4 (2009)
- Too Small To Take It All 1 (2009)
- Tormented (2009)
- Ultimate Feast 3 (2009)
- You, Me and Her (2009)
- 5 Filthy Fetishes (2010)
- Art of Desecration 1 (2010)
- Asa Akira Is Insatiable 1 (2010)
- Asa Akira's Facesitting And Ballbusting Blowjob (2010)
- Asa Visits London (2010)
- Asian Booty (2010)
- Asian Erotic Dreams (2010)
- Ass Parade 24 (2010)
- Asses of Face Destruction 10 (2010)
- Baby Got Boobs 3 (2010)
- Ballbusting Pornstars: Cockbiting Femdom Blowjobs (2010)
- Bangkok Wives (2010)
- Bangover (2010)
- Beat Tha Pussy Up 4 (2010)
- Best of Head (2010)
- Big Breast Nurses 5 (2010)
- Boom Boom Flick 1 (2010)
- Bootylicious Girls (2010)
- Bree and Alexis (2010)
- Buttwoman vs. Slutwoman (2010)
- Chick Flixxx (2010)
- Cum Buckets 10 (2010)
- Deep Anal Drilling 2 (2010)
- Erotic Femdom 8 (2010)
- Facesitters in Heat 15 (2010)
- Facesitters in Heat 17 (2010)
- Facesitters in Heat 22 (2010)
- In the Mix 1 (2010)
- Inside Story (2010)
- Inside the Orient 3 (2010)
- Inside the Orient 4 (2010)
- Invasian 4 (2010)
- Jack's Asian Adventure 4 (2010)
- Just Tease 2 (2010)
- Just You And Me (2010)
- Lust (2010)
- Mad Love (2010)
- Multiple Orgasms (2010)
- Nurse Jobs (2010)
- Nylons 8 (2010)
- Official Big Brother Parody (2010)
- Official Friday The 13th Parody (2010)
- Oral Cream Pie 1 (2010)
- Panty Pops 1 (2010)
- Perfect Ass: Alexis Ford (2010)
- Performers of the Year 2011 (2010)
- Phone Fucks (2010)
- Pornstar Superheroes (2010)
- Pornstars Like It Big 8 (2010)
- Rachel Starr Is Badass (2010)
- Raw 3 (2010)
- Real Wife Stories 8 (2010)
- Rocco: Puppet Master 9 (2010)
- Saw: A Hardcore Parody (2010)
- Secretary's Day 4 (2010)
- Seinfeld 2: A XXX Parody (2010)
- Sex Appeal (2010)
- Sex Obsessed (2010)
- Slant Eye for the White Guy 2 (2010)
- Slim and Filthy (2010)
- Sloppy Head 3 (2010)
- Slutty and Sluttier 12 (2010)
- Smart Asses (2010)
- Speed (2010)
- Superstar Showdown 2: Asa Akira vs. Kristina Rose (2010)
- Swimsuit Calendar Girls 4 (2010)
- Tales of Twisted Sex (2010)
- To Protect and to Serve 2 (2010)
- Tori Black Is Pretty Filthy 2 (2010)
- Vajazzled (2010)
- Watcher (2010)
- Young Panty-Ho's 1 (2010)
- A.S.A Asian Sex Addict (2011)
- Adam and Eve's 40th Anniversary Collection (2011)
- Anal Acrobats 6 (2011)
- Anal Delights 1 (2011)
- Anal Inferno (2011)
- Anal Pornsluts (2011)
- Anal Workout (2011)
- Asa Akira Is Insatiable 2 (2011)
- Asa Akira Superstar (2011)
- Asian Booty 2 (2011)
- Asian Fuck Faces 1 (2011)
- Ass Titans 6 (2011)
- Ass Worship 12 (2011)
- Assrageous (2011)
- Best of Facesitting POV 14 (2011)
- Big Tits at School 11 (2011)
- Breast in Class 2: Counterfeit Racks (2011)
- Celeste (2011)
- CFNM Happy Endings (2011)
- CFNM: Boss'd Around (2011)
- Cumming Together (2011)
- Dark Fantasy (2011)
- Dreamgirlz 3 (2011)
- Elvis XXX: A Porn Parody (2011)
- Evil Anal 13 (2011)
- Filthy Family 4 (2011)
- Gape Lovers 7 (2011)
- Gape Me (2011)
- Hard Bodies (2011)
- Hardcore Candy (2011)
- Home Wrecker 1 (2011)
- Hot And Mean 3 (2011)
- Housewives Gone Black 13 (2011)
- I Am Asa Akira (2011)
- I Am London (2011)
- Inside the Orient 5 (2011)
- Inside the Orient 7 (2011)
- Jessica Drake's Guide to Wicked Sex: Anal (2011)
- Julia Ann Loves Girls (2011)
- Kagney Linn Karter is Relentless (2011)
- Kung Fu Beauty 2 (2011)
- L for London (2011)
- Legendary Angels (2011)
- Lesbian Adventures: Strap-On Specialists 3 (2011)
- Lesbian Seductions 35 (2011)
- Lust Bite (2011)
- Lust Lovers 2 (2011)
- Mammoth Dick Brothers 2 (2011)
- Mandingo Massacre 2 (2011)
- Masseuse 1 (II) (2011)
- Neighbor Affair 11 (2011)
- Nurses (2011)
- Office Encounters (2011)
- Office Seductions 3 (2011)
- Once You Go Black 6 (2011)
- One (2011)
- Orgasmic Oralists (2011)
- Orgy: The XXX Championship (2011)
- Orientation (2011)
- Party Girls (2011)
- Peepshow (2011)
- Performers of the Year 2012 (2011)
- Pickup Player (2011)
- Pretty in Pink (2011)
- Prize (2011)
- Real Wife Stories: Asa Akira (2011)
- Rico The Destroyer 3 (2011)
- Seduction (II) (2011)
- Sex and Submission 11754 (2011)
- Sex and Submission 17563 (2011)
- Sleazy Riders (2011)
- Solo Sweethearts 2 (2011)
- Spread Eagle (2011)
- Starstruck 2 (2011)
- Stripper Grams (2011)
- Superstar Showdown 6: Asa Akira vs. Katsuni (2011)
- Superstars of Porn 1 (2011)
- Surreal Sex 2 (2011)
- Surreal Sex 3 (2011)
- Teagan Presley: The S!x (2011)
- This Is Why I'm Hot 1 (2011)
- Too Good to Be True 1 (2011)
- Total Black Invasian 2 (2011)
- Unfinished Business (2011)
- Young at Heart (2011)
- Young Toes Before Hoes (2011)
- 1 Girl 1 Camera (2012)
- 2 Chicks Same Time 12 (2012)
- American Cocksucking Sluts 2 (2012)
- American Daydreams 11 (2012)
- Asa Akira is Insatiable 3 (2012)
- Asa Akira To the Limit (2012)
- Asa Akira's Massage Fantasies (2012)
- Asa Akira's Massage Fantasies 2 (2012)
- Asa Loves Girls (2012)
- Asian 1 On 1 4 (2012)
- Asian Anal Addiction (2012)
- Asian Anal Assassins (2012)
- Asian Girls Are Sexy (2012)
- Asian Party Sluts 3 (2012)
- Asians Love Anal (2012)
- Ass Party 1 (2012)
- Backstage Pass 2 (2012)
- Balls Deep Anal Nymphos (2012)
- Bang Bus 40 (2012)
- Belladonna: Fetish Fanatic 10 (2012)
- Belladonna's Cock Pigs 2 (2012)
- Belladonna's Fucking Girls 7 (2012)
- Best of Facesitting POV 15 (2012)
- Big Tits at Work 17 (2012)
- Crazy for Lingerie 3 (2012)
- Death Proof: A XXX Parody (2012)
- Dirty Masseur 1 (2012)
- DP Fanatic (2012)
- Femdom Ass Worship 14 (2012)
- Filthy Cocksucking Auditions (2012)
- Girlfriends 4 (2012)
- Girls Kissing Girls 9 (2012)
- Girls Love Girls 4 (2012)
- High Class Ass 2 (2012)
- Hollywood Heartbreakers 2 (2012)
- Hot And Mean 6 (2012)
- I Am Natasha Nice (2012)
- Illegal Ass 3 (2012)
- Inside the Orient 8 (2012)
- Internal Cumbustion 17 (2012)
- Internal Damnation 5 (2012)
- Internal Investigation (2012)
- Just Tease 3 (2012)
- LA Lesbians (2012)
- Lesbian Masseuse 1 (2012)
- Lesbian Masseuse 2 (2012)
- Lesbian Spotlight: London Keyes (2012)
- Lesbian Truth or Dare 8 (2012)
- Love Hurts 1 (2012)
- Mofos Worldwide (2012)
- Molly's Life 17 (2012)
- Monsters of Cock 32 (2012)
- Naughty Office 26 (2012)
- Not Animal House XXX (2012)
- Oil Overload 7 (2012)
- Performers of the Year 2013 (2012)
- Porno Bombshell (2012)
- Pornstar Power (2012)
- Pornstars Like It Big 13 (2012)
- Prince The Penetrator (2012)
- Pump That Rump 4 (2012)
- Pussy Pounding (2012)
- Sailor Poon: A XXX Interactive Parody (2012)
- Sasha Grey and Friends (2012)
- Sassy Ass (2012)
- Sauna Girls (2012)
- Secretary 3 (2012)
- Sexual Tension: Raw and Uncut (2012)
- Slammed (2012)
- Smokin Hotties (2012)
- Social Network Sluts 1 (2012)
- Spandex Loads 3 (2012)
- Strap On Desires (2012)
- Summer Lovin' (2012)
- Super Porn (2012)
- Tonight's Girlfriend 7 (2012)
- Truth About O (2012)
- Tuna Helper (2012)
- Up My Asian Ass (2012)
- We're Addicted to Anal (2012)
- Anal Dream Team (2013)
- Anal Fanatic 5 (2013)
- Asian Bombshells (2013)
- Asian Mouth Club 7 (2013)
- Bedhead (2013)
- Bound Gang Bangs 16832 (2013)
- Brazzers Fan's Choice 200th DVD (2013)
- Crack Fuckers 3 (2013)
- Double Black Penetration (2013)
- Erotic Blends 2 (2013)
- Happy Endings (2013)
- I Am Asa Akira 2 (2013)
- I Was A Mail Order Bride (2013)
- Japanese Style (2013)
- Jesse Jane: Romance (2013)
- Kevin Moore's Star Power (2013)
- Lesbian Beauties 9: Asian Beauties (2013)
- Lesbian Masseuse 3 (2013)
- Lex Turns Evil (2013)
- My Dad's Hot Girlfriend 15 (2013)
- My Naughty Massage 3 (2013)
- Private Specials 62: American Girls Love Euro Cock (2013)
- Ride Home (2013)
- Sex (2013)
- Sexpionage: The Drake Chronicles (2013)
- Sexxxploitation: Dani Daniels (2013)
- Slayin' Asians (2013)
- Stimulant (2013)
- Stripper 2 (2013)
- Swinger 2 (2013)
- Swingers Caught on Camera (2013)
- Teach Me 3 (2013)
- Underworld (2013)
- Weapons of Ass Destruction 7: Gangbanged (2013)
- Wolverine XXX: A Porn Parody (2013)